# Shino Shimoji
Shino Shimoji (jap. 下地 紫野 Shimoji Shino; ur. 4 czerwca 1993 w prefekturze Okinawa) – japońska seiyū, pracująca dla agencji Aoni Production. W 2016 roku zadebiutowała jako piosenkarka, wykonując motyw otwierający serię Stella no mahō.

## Filmografia

### Seriale anime
2014
- Abarenbō rikishi!! Matsutarō – Yuri
- Aikatsu! – Akari Ōzora[3]

2015
- Samurai Warriors – Suzu
- The Idolmaster Cinderella Girls – Yuka Nakano

2016
- Stella no mahō – Marika Shimizu

2017
- Aikatsu Stars! – Akari Ōzora
- Battle Girl High School – Shiho Kunieda[4]
- Kemono Friends – bóbr kanadyjski
- Isekai shokudō – Renner
- Seiren – Tōru Miyamae[5]

2018
- Beatless – Saturnus[6]
- Hakumei to Mikochi – Mikochi[7]
- Tada-kun wa koi wo shinai – Alexandra Magritte[8]

2019
- Super Dragon Ball Heroes – Lagss
- Boogiepop wa warawanai – Kei Niitoki[9]
- Aikatsu on Parade! – Akari Ōzora

2021
- Shadows House – Shirley/Ram[10]
- Księga Vanitasa – Lucius „Luca” Oriflamme[11]
- Selection Project – Mako Toma[12]
- Sekai saikō no ansatsusha, isekai kizoku ni tensei suru – Maha[13]
- Gyakuten sekai no denchi shōjo – Yakumo Kamizuru[14]

2022
- Seiken densetsu Legend of Mana: The Teardrop Crystal– Corona/Lisa[15]
- Isekai nonbiri nōka – Ru Rurushi[16]

2023
- Suki na ko ga megane wo wasureta – Narumi Someya[17]
- Shy – Teru Momijiyama/Shy[18]

### Filmy anime
2015
- Girls und Panzer der Film – Aki[19]

2018
- Non Non Biyori Vacation – Aoi Nizato[20]

2022
- The Seven Deadly Sins: Grudge of Edinburgh – Kurumiru[21]

### Gry wideo
2015
- The Idolmaster Cinderella Girls: Starlight Stage – Yuka Nakano

2016
- Ys VIII: Lacrimosa of Dana (2016), Quina

2017
- Xenoblade Chronicles 2 – Pyra i Mythra
- Fire Emblem Heroes – Ash

2018
- Dynasty Warriors 9 – Xin Xianying
- Valkyria Chronicles 4 – Ruch[22]
- Xenoblade Chronicles 2: Torna – The Golden Country – Mythra
- GOD EATER 3 – niestandardowy głos żeński 7
- Master of Eternity – Kana

2019
- Azur Lane – USS Georgia
- Arknights – Myrtle

2021
- Tales of Arise – Shionne
- Super Smash Bros. Ultimate – Pyra i Mythra
- Tsukihime -A piece of blue glass moon- – Akiha Tohno
- Counter:Side – Xiao Lin

2022
- Digimon Survive – Floramon[23]
- Dead or Alive Xtreme Venus Vacation – Shandy

2023
- Xenoblade Chronicles 3: Future Redeemed – Glimmer[24]

### Dubbing

#### Live action
- Był sobie pies 2 – młoda CJ[25]
- Smętarz dla zwierzaków – Ellie Creed[26]

#### Animacje
- Rodzina Addamsów 2 – Peggy[27]